# Serranópolis de Minas
Serranópolis de Minas – miasto i gmina w Brazylii, w stanie Minas Gerais.